# Trung Bộ (kinh)
Trung bộ kinh (zh. 中部經, pi. majjhima-nikāya) là tuyển bộ thứ hai trong năm Bộ kinh (Nikàya) trong Kinh tạng (pi. sutta-piṭaka). Kinh này được viết bằng văn hệ Pali, bao gồm 152 kinh không dài lắm (trung). Trung A-hàm (sa. madhyamāgama) Hán ngữ bao gồm 222 bài kinh (được dịch từ một bản Phạn, nay đã thất truyền). Hai bộ có 97 kinh giống nhau.
Năm bộ kinh Nikàya: 1.Trường bộ kinh (Dìgha-Nikàya). 2.Trung bộ kinh (Majjhima-Nikàya). 3.Tương Ưng Bộ kinh (Samyutta-Nikàya). 4.Tăng chi bộ kinh (Anguttara-Nikàya). 5.Tiểu bộ kinh (Khuddaka-Nikàya).

## Đọc Kinh
- Kinh Trung Bộ do Hòa thượng Thích Minh Châu dịch Việt.